# Kamelot
Kamelot ist eine US-amerikanische Melodic-Power-Metal-Band mit progressivem Einschlag und orchestralen/klassischen Einflüssen.

## Geschichte
Gegründet wurde die Band 1991 von Thomas Youngblood und Richard Warner. 1994 unterschrieb Kamelot einen Plattenvertrag und veröffentlichte im August des folgenden Jahres ihr Debütalbum Eternity. 1996 folgte Dominion. Im Frühjahr 1997 wurden Schlagzeuger Richard Warner und Sänger Mark Vanderbilt ausgetauscht. Mit Casey Grillo und dem früheren Conception-Sänger Roy Khan, der in die laufende Produktion zu Siege Perilous einstieg, fand Kamelot Ersatz. 1999 kehrte die neu formierte Band nach Wolfsburg ins „Gate Studio“ zurück, um dort das vierte Album The Fourth Legacy zu produzieren. Im Jahre 2001 präsentierte die Band ihr fünftes Studiowerk Karma. Die 2006 erschienene Live-CD One Cold Winter’s Night enthält Live-Ausschnitte vom Konzert in der Rockefeller Music Hall in Oslo. Gäste bei diesem Auftritt sind unter anderem Simone Simons (Sängerin der Symphonic-Metal-Band Epica), Thomas’ Frau Marie und Snowy Shaw (Ex-King Diamond/Dream Evil). Das Album Ghost Opera erschien im Sommer 2007. Das Video für den Titelsong Ghost Opera wurde in Serbien gedreht. Ghost Opera erhielt weltweit Höchstwertungen, das deutsche Hardline Magazine vergab z. B. 10 von 10 Punkten. Im Herbst 2010 veröffentlichten sie mit Poetry for the Poisoned ihr neuntes Studioalbum.
Am 21. April 2011 gab Sänger Roy Khan bekannt, dass er die Band aus gesundheitlichen Gründen verlässt. Er hatte bereits auf der Tournee zu Poetry for the Poisoned nicht mitgewirkt und wurde durch Fabio Lione von Rhapsody of Fire vertreten. Am 22. Juni 2012 gaben sie auf ihrer Website Tommy Karevik offiziell als neuen Sänger bekannt.
Am 5. Februar 2018 teilte die Band mit, dass Schlagzeuger Casey Grillo die Band verlässt, um sich anderen Tour- und Musikangeboten zu widmen und sich intensiver um seine geschäftlichen Verpflichtungen zu kümmern. Als Ersatz wurde Johan Nunez verpflichtet. Johan Nunez komplettiert bereits auf der The Shadow Theory-Tour 2018 die Band.

## The Black Halo, Epica
The Black Halo und Epica beschäftigen sich textlich mit Goethes Faust, vor allem Faust II und den Querverweisen zur in der Klassik wiedergefundenen griechischen Antike. Handelnd sind vor allem Ariel und Helena. Die Musik weist deutliche klassische Einflüsse auf, auf der anderen Seite ist sie manchmal aber auch recht düster. So enthält der erste Song March of Mephisto vom Album The Black Halo Growlparts, die aus der Albumversion des Songs von Shagrath (Sänger der norwegischen Dark-Metal-Band Dimmu Borgir) stammen.

## Trivia
- Das Album Epica diente der niederländischen Band gleichen Namens nach eigenen Angaben als Inspiration bei der Namensfindung.[3] Seitdem hat deren Sängerin Simone Simons auf mehreren Alben als Gastsängerin mitgewirkt. Im Gegenzug beteiligte sich Roy Khan am Epica-Album Consign to Oblivion als Gastsänger beim Song „Trois Vierges“. Simons ist außerdem in einer langjährigen Beziehung mit dem Kamelot-Keyboarder Oliver Palotai.[4]

## Gastmusiker
- Günter Werno – Keyboard (The Expedition)
- Luca Turilli – Gitarrensolo „Descent of the Archangel“ (Epica)
- Shagrath – Mephisto: Growlparts „Memento Mori“, „March of Mephisto“ + Video (The Black Halo)
- Snowy Shaw – Mephisto „March of Mephisto“ (One Cold Winter’s Night)
- Mark Jansen – Mephisto „March of Mephisto“ (The Black Halo-Tour)
- Jens Johansson – Keyboardsolo „March of Mephisto“, „When the Lights are Down“ (The Black Halo)
- Michael Rodenberg/Miro – Studio-Keyboards von den Alben „The Fourth Legacy“ bis „Ghost Opera“
- Mari Youngblood – Sängerin/Darstellerin, Helena (Epica), „Abandoned“, „Memento Mori“, „The Haunting“-Video (The Black Halo), div. Songs (One Cold Winter’s Night)
- Elisabeth Kjærnes – Video „March of Mephisto“ und „The Haunting“ (The Black Halo), Sängerin „Night's of Arabia“ (The Fourth Legacy/One Cold Winter’s Night)
- Sascha Paeth – 2. Gitarrist „Moonlight“ (One Cold Winter’s Night) und Album „Ghost Opera“
- Amanda Somerville – Sängerin „Mourning Star“, „Love You to Death“, „Ghost Opera“ (Ghost Opera)
- Simone Simons – Sängerin „The Haunting“ + Video (The Black Halo), „Blücher“, „Season's End“ (Ghost Opera), „House On A Hill“, „Poetry For The Poisoned“ Part II + III (Poetry For The Poisoned)
- Anne-Catrin Märzke – Tour-Sängerin, „Mourning Star“, „Abandoned“, „Ghost Opera“, „Memento Mori“ (Ghost Opera – The Second Coming) – Live from Belgrade
- Elize Ryd – Sängerin „Sacrimony (Angel of Afterlife)“, „Veritas“ und „Falling like the Fahrenheit“ (Silverthorn)
- Alissa White-Gluz – Gesangspart „Sacrimony (Angel of Afterlife)“ und „Prodigal Son, Part III“ (Silverthorn), „Liar Liar (Wasteland Monarchy)“ und „Revolution“ (Haven)
- Charlotte Wessels – Sängerin „Under Grey Skies“ (Haven)
- Lauren Hart – Sängerin „Phantom Divine (Shadow Empire)“ und „Mindfall Remedy“ (The Shadow Theory)
- Jennifer Haben – Sängerin „In Twilight Hours“ (The Shadow Theory)

## Diskografie

### Studioalben
- 1995: Eternity
- 1997: Dominion
- 1998: Siége Perilous
- 1999: The Fourth Legacy
- 2001: Karma
- 2003: Epica
- 2005: The Black Halo
- 2007: Ghost Opera (2008 wiederveröffentlicht als Ghost Opera: The Second Coming)
- 2010: Poetry for the Poisoned
- 2012: Silverthorn
- 2015: Haven
- 2018: The Shadow Theory
- 2023: The Awakening

### Livealben
- 2000: The Expedition
- 2006: One Cold Winter’s Night
- 2020: I Am the Empire

### Videoalben
- 2006: One Cold Winter’s Night

### Musikvideos
- 2005: The Haunting
- 2005: March of Mephisto
- 2007: Ghost Opera
- 2007: The Human Stain
- 2008: Rule the World
- 2009: Love You to Death
- 2010: The Great Pandemonium
- 2011: Necropolis
- 2012: Sacrimony (Angel of Afterlife)
- 2013: My Confession
- 2014: Falling Like the Fahrenheit
- 2015: Insomnia
- 2015: Liar Liar (Wasteland Monarchy)
- 2016: My Therapy
- 2017: Under Grey Skies
- 2018: Phantom Divine (Shadow Empire)